# Tunel Plabutsch
Tunel Plabutsch (německy Plabutschtunnel) je dálniční tunel u města Štýrský Hradec (Graz) v Rakousku. Zároveň je se svými 10 km délky druhým nejdelším silničním tunelem v zemi (po Arlberském silničním tunelu) a druhým nejdelším dvoutubusovým silničním tunelem v Evropě (po tunelu Gran Sasso v Itálii). Nachází se na dálnici A9 (Pyhrn Autobahn) a fakticky tvoří obchvat Štýrského Hradce. V tunelu se neplatí žádné speciální mýtné.

## Historie
První plány ze 70. let 20. století počítaly pouze s nadzemní dálnicí, ale díky občanské iniciativě bylo rozhodnuto, že se zde postaví tunel. Stavba tunelu v polovičním profilu (stavěn byl pouze východní tubus) začala 4. srpna 1980. Tunel pak byl otevřen 27. července 1987. 19. července 1999 byl položen základní kámen západního tubusu, který byl otevřen 30. ledna 2004. V období od února do listopadu 2004 došlo k uzavírce východního tubusu za účelem opravy na bezpečnostní úroveň západního tubusu.

## Stavba
Tunel se skládá z východního a západního tubusu, které jsou v důsledku velké zatáčky v tunelu rozdílně dlouhé (východní tubus má 9 919 m, západní 10 085 m). V tunelu se rovněž nacházejí dva nouzové východy. Každých 106 metrů se v tunelu nachází protipožární výklenek a každých 212 metrů bezpečnostní výklenek.

## Doprava
Tunel svojí polohou významně odvádí dopravu ze Štýrského Hradce ve směru sever–jih. Díky své poloze na dálnici A9 skrze něj projíždí mnoho turistů mířících zejména k Jaderskému moři. Průměrně tunelem projíždí 30 000 aut za den, při zvýšeném provozu ale až 41 000 aut.